# Akira Ando
Akira Ando (安東 輝 Ando Akira?), född 28 juni 1995 i Oita prefektur, är en japansk fotbollsspelare.
Ando började sin karriär 2014 i Fukushima United FC. Han spelade 58 ligamatcher för klubben. Efter Fukushima United FC spelade han för Zweigen Kanazawa, Shonan Bellmare, Matsumoto Yamaga FC och Mito HollyHock.